# Drei Heilige Pfühle
Die Drei Heiligen Pfühle (auch Heilige drei Pfühle) in der Gemarkung Wandlitz sind Eiszeit-Relikte, die drei über sumpfige Wiesen lose verbundene kleine Seen bilden. Es handelt sich um wassergefüllte Senken in der Schmelzwasserrinne zwischen dem Liepnitzsee und dem Wandlitzer See, die weder einen Zufluss noch einen Abfluss aufweisen.

## Beschreibung

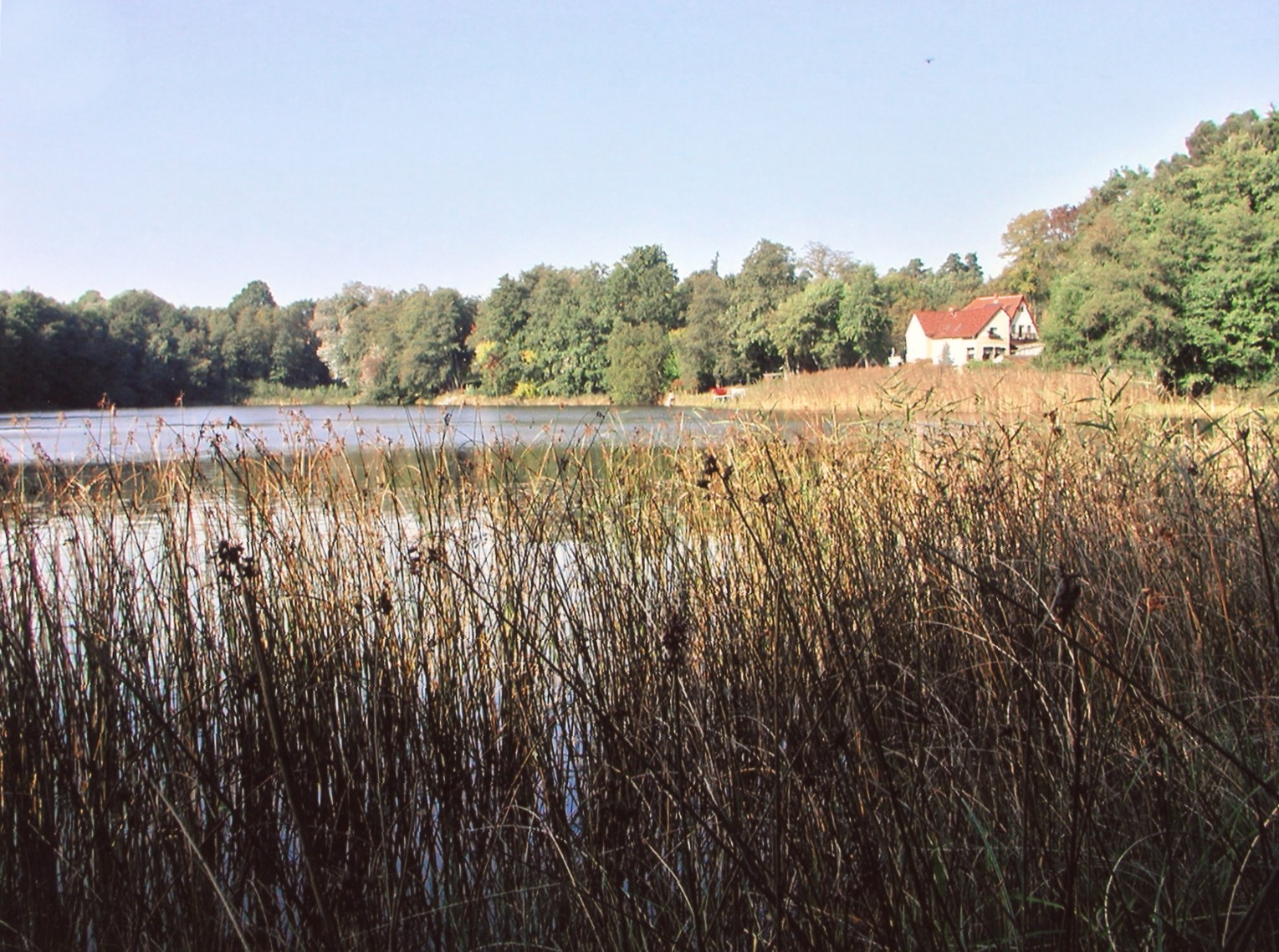
Blick über den „dritten“ Pfuhl

Die drei langgestreckten tropfenförmigen Seen liegen wie eine Perlenkette fast in West-Ost-Richtung am östlichen Rand des Ortsteils Wandlitz, etwa drei Kilometer vom historischen Ortszentrum entfernt. Zwei der drei Pfühle sind an ihren Nordufern inzwischen bebaut, die Besiedlung setzte 1908 mit der Landhaus-Kolonie ein. Die ersten 10 Villen dieser Zeit sind als Musterhäuser im Rahmen eines von der Eisenbahnbaugesellschaft ausgeschriebenen Architektenwettbewerbs für Sommer- und Ferienhäuser entstanden. Die übrig Gebliebenen stehen noch heute am Pfuhl Nr. 1. (Eine amtliche Zuordnung der Nummern oder auch der richtigen Schreibweise – drei heilige Pfühle, heilige drei Pfühle – gibt es nicht. In diesem Artikel sind sie von West nach Ost mit den Ziffern 1, 2 und 3 belegt.) Das Südufer des ersten Pfuhls ist jedoch nicht bebaut.
Pfuhl Nr. 2 ist am Nordufer bebaut. An seinem Nordostufer hat sich eine gern benutzte aber „wilde“ Badestelle etabliert.
In die Nähe des Südostufers von Pfuhl Nr. 3 schiebt sich ein älteres Bauerngehöft, das vom Lanker Weg aus erreichbar ist.
Die Uferzonen und Flachwasserbereiche aller drei Teiche sind sumpfig und teilweise mit Schilf oder Binsen zugewachsen. Alle Böschungen gehen recht steil nach oben.

## Namensgebung und Sagen über die Entstehung
Der Name der kleinen Seen soll an ein früher in dieser Feldflur vorhandenes Kloster erinnern, das nach nicht urkundlich belegten Angaben auf einem Hügel an einem der Pfühle gestanden haben soll.
Zur Entstehung des Sees gibt es verschiedene Sagen, in denen immer ein Teufel vorkommt.
- Satan hat auf die Kirche im Ort Wandlitz einen Stein geworfen, der jedoch nebenan in den See fiel – die großen Spritzer bildeten dann die Drei Heiligen Pfühle.
- Der Beelzebub soll in grauer Vorzeit einen Felsbrocken direkt in den Wandlitzer See geworfen haben. Das über die Ufer schwappende Wasser bildete die Drei Heiligen Pfühle.[2]
- Der Teufel fühlte sich durch das Läuten der Prendener Kirchenglocken in seiner Ruhe gestört, sodass er auf das Gotteshaus eine Handvoll Steine warf. Die fünf Steine verfehlten jedoch ihr Ziel – zwei gingen am Strehlesee nieder, drei flogen zu weit und wühlten zwischen dem Wandlitzer See und dem Liepnitzsee große Löcher auf, in denen sich die heutigen Pfühle bildeten.[3]

## Fauna und Flora der Pfühle

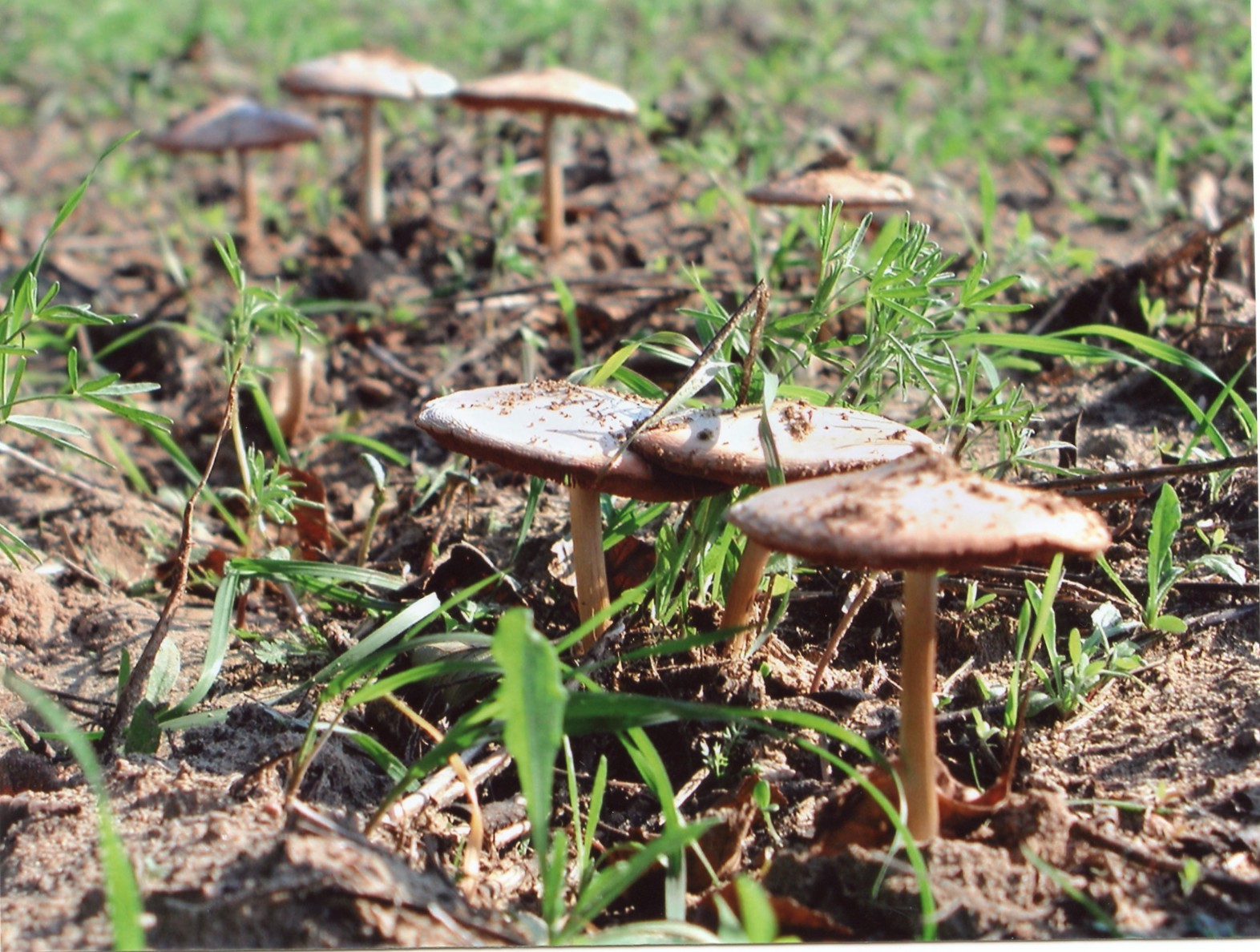
Ein brachliegendes Feld am Südhang des ersten Pfuhls bietet gute Wachstumsbedingungen für Speisepilze wie die Champignons.

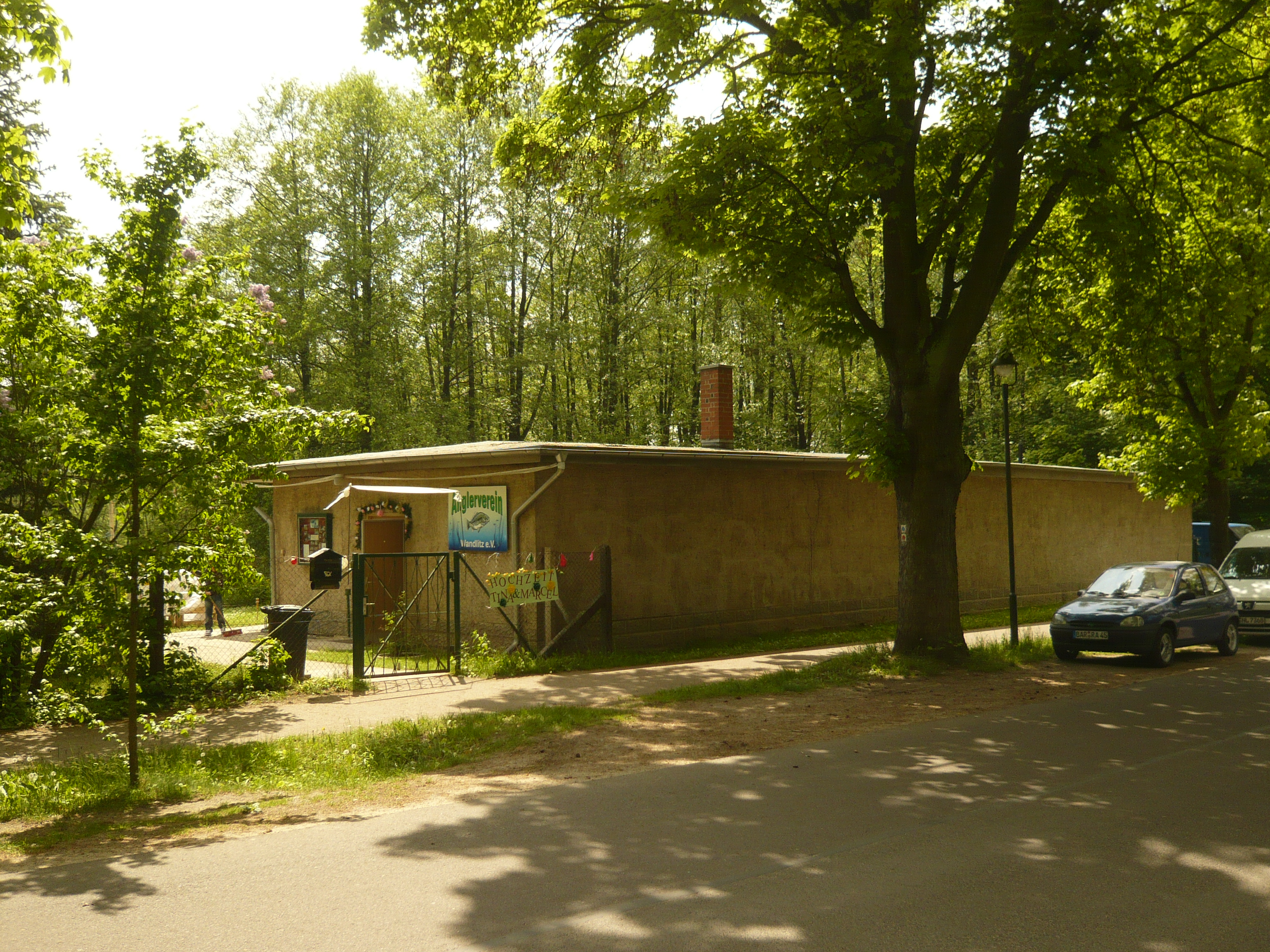
Anglerheim

In den Pfühlen sollen nach Aussagen der Angler überwiegend Karpfen leben, die in den stehenden Gewässern gute Lebensbedingungen finden. Pfuhl Nr. 1 wird vom Anglerverband Niederbarnim e. V. betreut.
In den Feuchtwiesen finden sich verschiedene Arten kleiner Insekten, Frösche und auch die seltene Rotbauchunke wurde bereits gesichtet. Die übergangslos in den Liepnitzforst hineinreichende Baumzone um die Pfühle bietet auch fast allen einheimischen Singvögeln guten Lebensraum.
Die Süduferstreifen der drei Seen sind dicht mit Buschwerk und mit Laubbäumen – vor allem Buchen, Erlen, Birken – bewachsen, es gibt statt eines Uferwegs aber nur einen recht abenteuerlichen Trampelpfad. Der entstandene Grünzug wurde von den Menschen im 20. Jahrhundert kultiviert, die hier bei der Anlage der Landhauskolonie noch freies Feld vorfanden.

## Nutzung

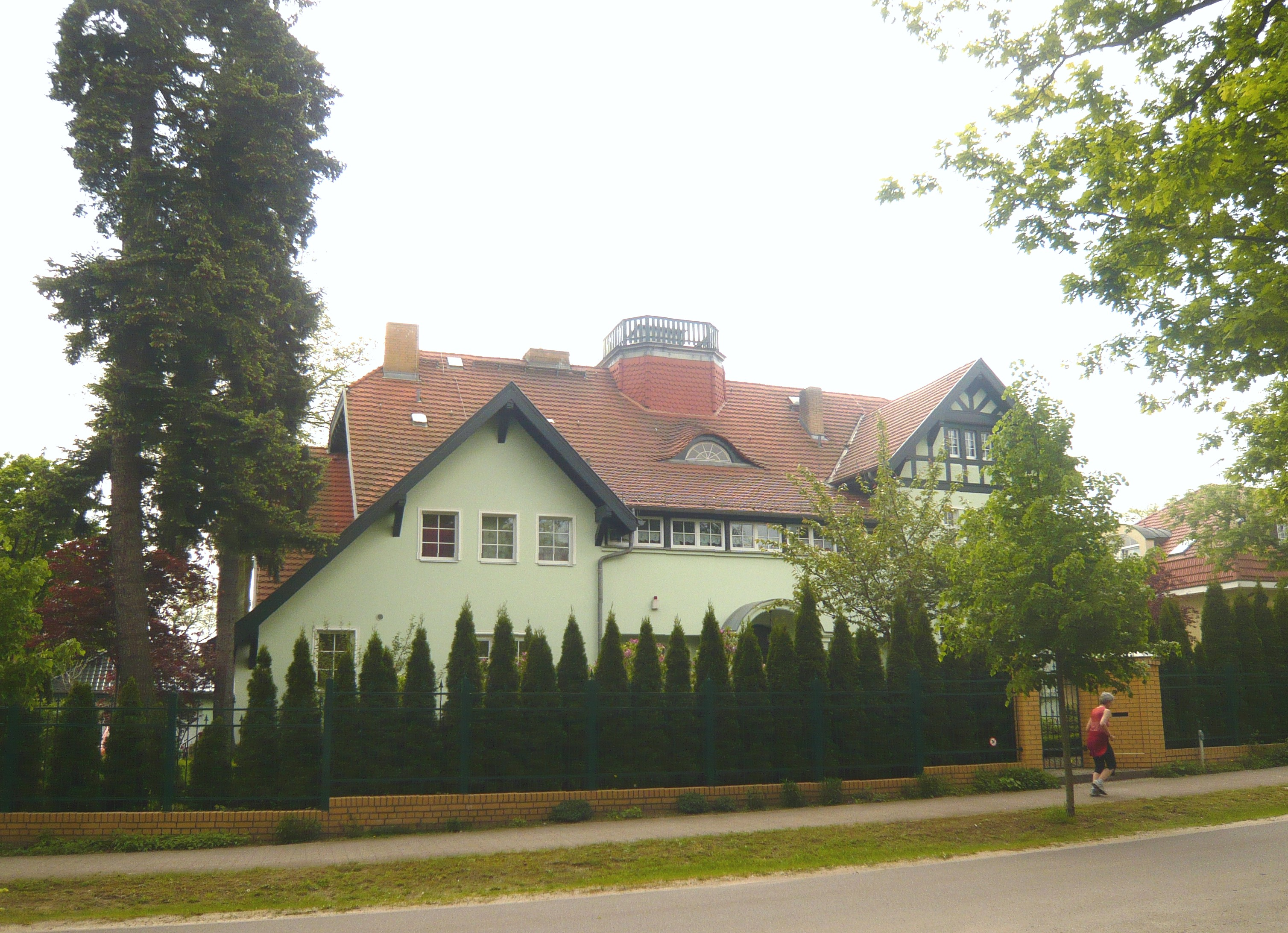
Eh. Vorschulkinderheim

Alle drei Pfühle sind offizielle DAV-Angelgewässer mit den Bezeichnungen F03-109, F03-110 und F03-111. Im westlichen Bereich des ersten Pfuhls steht das 1979–1983 erbaute Anglerheim (Bauherr: Anglerverband Wandlitz, der heute im Anglerverband Panketal organisiert ist). Einige Mitglieder haben hier ihre Boote zu liegen. Direkt am Ufer befinden sich mehrere kleine Schutzhütten.
Zwischen 1931 und 1934 ließ der Wassersportclub e.V. am ersten Pfuhl ein Clubhaus und Schwimmbahnen errichten. Das Clubhaus ist als Anglerheim (siehe Foto) erhalten, die Schwimmbahnen gibt es dagegen nicht mehr.

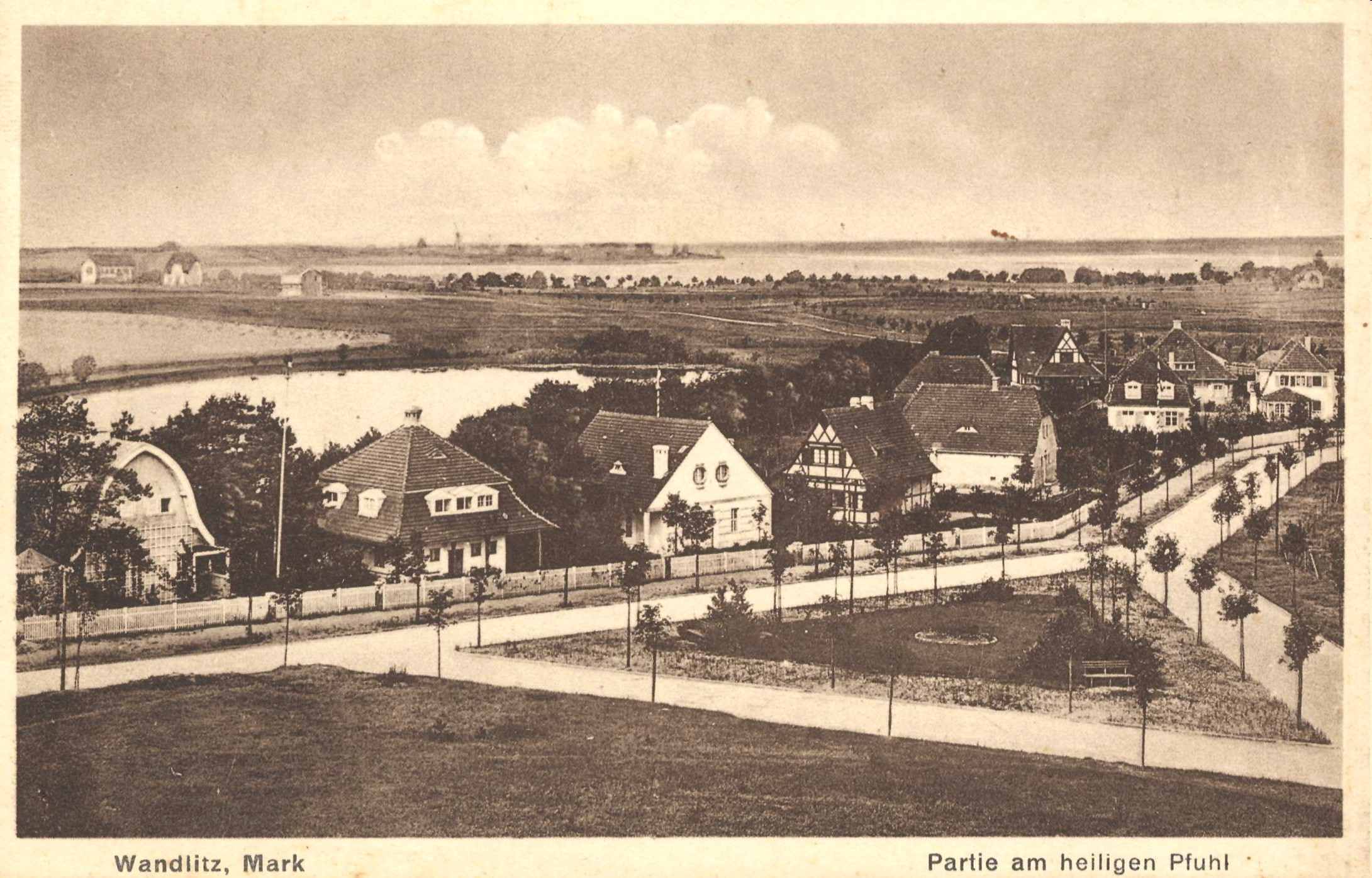
Im Vordergrund sind die fertiggestellten Villen am ersten Pfuhl, im Hintergrund ist der Wandlitzer See zu erkennen.

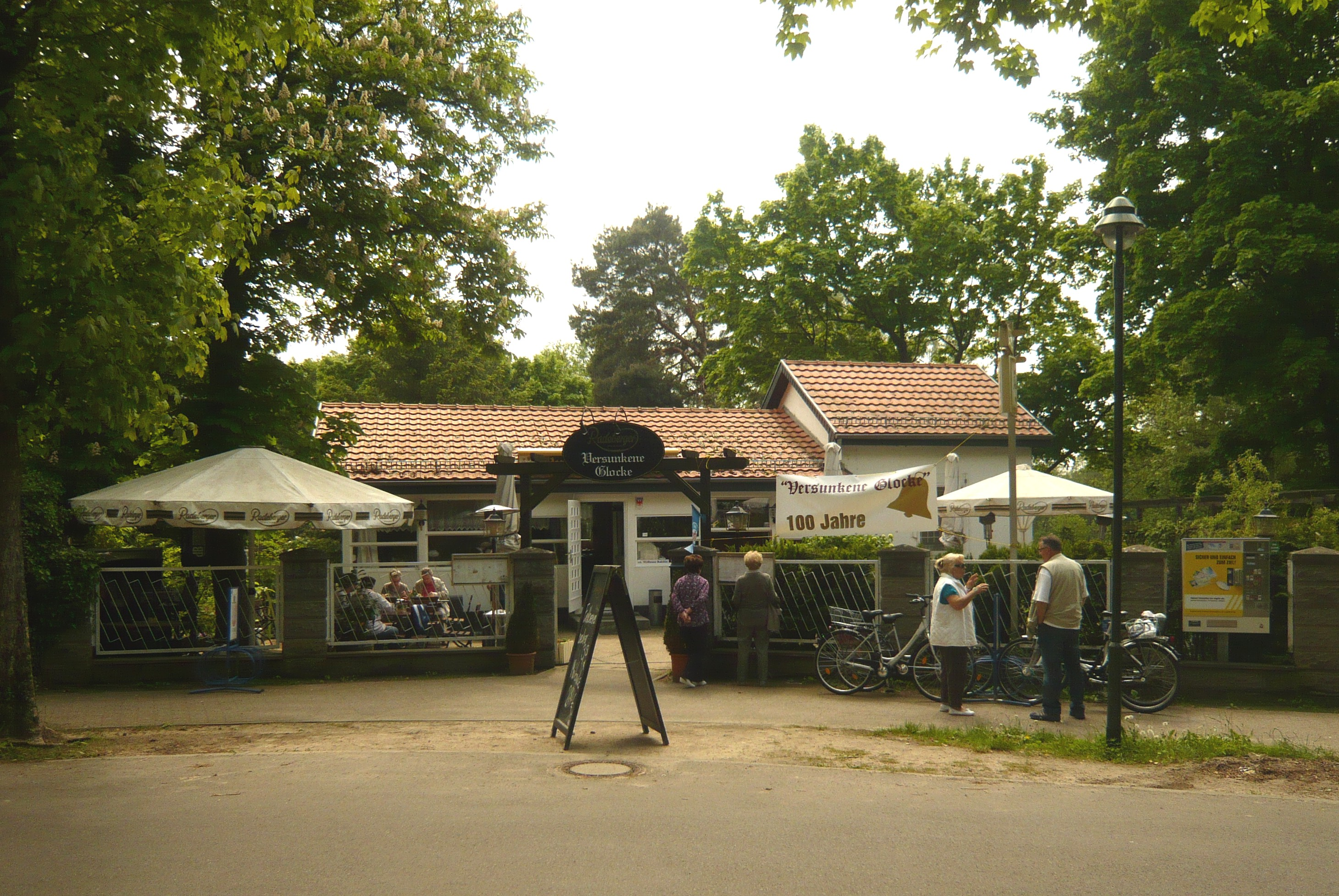
Gasthaus Versunkene Glocke anlässlich der 100-Jahr-Feier

## In der Umgebung
Die weitestgehend im Originalzustand erhaltenen früheren Landhäuser (Adresse: An den Pfühlen – zur Bauzeit Straße 40 – Nummer 5, 7, 18 und 29) sind als Baudenkmale in den Landesdenkmalschutz aufgenommen. Die Häuser Nummer 4 („Garten und Haus“ genannt) und Nummer 3 („Am See“) wurden in späteren Jahren abgerissen und durch Neubauten ersetzt. Auch die übrigen Villen sind mit besonderen Namen belegt worden: „Villa Dreieck im Kreis“, „Villa Kaiserstuhl“, „Villa Clärchen“, „Villa Waldwiese“. Die neue Wohngegend im Grünen zog den Bau befestigter Straßen, einige der ersten aus Beton gefertigten Verkehrswege, sowie die elektrische und wassertechnische Erschließung nach sich. So entstand 1907 der Wasserturm mit Wohnung (Bauherren: Eisenbahnbaugesellschaft Becker & Co. GmbH; Vereinigung Landhausbesitzer), 1928 noch ein Maschinenhaus und 1936–1942 ließ das Wasserwerk Wandlitzer See die Brunnen- und Pumpanlage im Wasserwerk bautechnisch erweitern.
Für die Schau- und Kaufinteressenten der Landhäuser und die späteren Bewohner eröffnete im Jahr 1912 Privatmann Karl Schieweg den Ausschank Versunkene Glocke mit Wohnhaus und Nebengebäude. In den folgenden politischen und Besitz-Änderungen blieb das kleine Gebäude erhalten und war zum Ende der DDR ein Schulungs- und Ferienheim mit Unterkunftsbaracke. Nach 1990 wurde sie reprivatisiert und bot seitdem wieder eine kleine Speisen- und Getränkeauswahl; auch weit über das Regionale hinausreichende Veranstaltungen wurden organisiert. Wegen Baufälligkeit wurde das Ausschankgebäude 2011 geschlossen.
Kurz vor dem Ende des Zweiten Weltkriegs, 1944–1945 ließ der Reichsbeauftragte für die deutsche Filmwirtschaft eine Hellschreiber-, Sende- und Empfangsbaracke (Nachrichtenbaracke) an den Pfühlen errichten, um hier eine Filmproduktion vornehmen zu können. Ob hier noch Filme hergestellt wurden, ist nicht bekannt.
Als die Gemeindeverwaltung im Mai 1945 an die SMAD überging, erfolgte nach dem Befehl Nr. 24 die Enteignung des Wohngrundstückes vom Großbauern Otto Ludwig Schmidt an den Pfühlen 23, es wurde dem staatlichen Bodenfonds einverleibt. Ab 1949 diente das 1931 errichtete Wohnhaus als Parteischulheim der SED und erhielt den Ehrennamen Clara Zetkin. Bis 1952 gab es noch weitere An- und Umbauten. Nach der Wende ging die Immobilie in Privatbesitz und wird heute als Sauna am See betrieben.
Fast am Ende der Straße An den Pfühlen ließen die frühen Bewohner der Kolonie ein Vorschul-Kinderheim in einem großzügig bemessenen Garten errichten. Nach dem Krieg befand sich das Vorschulheim im Besitz des Rates des Kreises Bernau, der 1964 einen Erweiterungsbau ausführte. Die gesamte Einrichtung ist bis heute erhalten, wurde jedoch nur bis Mitte der 1990er-Jahre genutzt.
Der um 1908 begonnene Ausbau des Gebietes um die drei Pfühle führte schließlich zu einem eigenen Siedlungsgebiet, in der DDR-Zeit kamen auch verschiedene Ferienobjekte von Betrieben hinzu. Nach der Wende setzte noch einmal ein Bauboom im Bereich der drei Heiligen Pfühle ein, vor allem aus früheren reinen Erholungsgrundstücken mit Laube wurden inzwischen Wohnanlagen mit Ein- oder Mehrfamilienhäusern. Direkt am steilen Nordufer des ersten Pfuhls entstanden um die Jahrtausendwende einige Villen in exklusiver Ausstattung. Unter dem Motto der Brandenburgischen Architektenkammer Architekten schaffen Räume wurde im Zeitraum 2016/2017 das Einfamilienhaus Kaiserstuhl An den Pfühlen 1 errichtet, das im Rahmen des Tages der Architektur 2017 zu besichtigen war.
Ein ausgeschilderter Wanderweg führt an den nordöstlichen Uferböschungen der drei Pfühle entlang.